# Iowana zhangi
Iowana zhangi är en insektsart som beskrevs av Zhang, L.-k. 2000. Iowana zhangi ingår i släktet Iowana och familjen långrörsbladlöss. Inga underarter finns listade i Catalogue of Life.